# Tomáš Kopecký (ciclista)
Tomáš Kopecký (Darlington, 8 aprile 2000) è un ciclista su strada e ciclocrossista ceco che corre per il team Unibet Tietema Rockets. Tra gli Juniores è stato medaglia d'argento mondiale di ciclocross; è attivo come Under-23/Elite su strada dal 2019.

## Palmarès

### Strada
- 2021 (Acrog-Tormans, tre vittorie)

Campionati cechi, Prova a cronometro Under-23
3ª tappa Ronde van Vlaams-Brabant (Leefdaal, cronometro)
Classifica generale Ronde van Vlaams-Brabant
- 2023 (TDT-Unibet Cycling Team, una vittoria)

3ª tappa Kreiz Breizh Elites (Locmalo > Carhaix)

#### Altri successi
- 2021 (Acrog-Tormans)

Classifica giovani Ronde van Vlaams-Brabant
- 2022 (Abloc CT)

Wim Hendriks Trofee

### Cross
- 2016-2017 (Juniores)

Grand Prix Möbel Alvisse Junior (Leudelange)
- 2017-2018 (Juniores)

Cyclocross Bogense, 2ª prova Coppa del mondo di ciclocross Junior (Bogense)
Campionati cechi, Junior
Grote Prijs Eric De Vlaeminck, 5ª prova Coppa del mondo di ciclocross Junior (Heusden-Zolder)
Classifica generale Coppa del mondo di ciclocross Junior
Classifica generale Superprestige Junior
Vestingcross Junior (Hulst)
- 2019-2020

Campionati cechi, Under-23

## Piazzamenti

### Classiche monumento
- Parigi-Roubaix

2025: 33º

### Competizioni mondiali
- Campionati del mondo di ciclocross

Bieles 2017 - Junior: 34º
Valkenburg 2018 - Junior: 2º
Bogense 2019 - Under-23: 4º
Dübendorf 2020 - Under-23: 34º
- Campionati del mondo su strada

Fiandre 2021 - Cronometro Under-23: 34º
Fiandre 2021 - In linea Under-23: 45º

### Competizioni europee
- Campionati europei di ciclocross

Pontchâteau 2016 - Junior: 24º
Tábor 2017 - Junior: 2º
Rosmalen 2018 - Under-23: 30º
Silvelle 2019 - Under-23: 19º